# راتينجية نيوفيتش
راتينجية نيوفيتش نوع شجري يتبع جنس الراتينجية من الفصيلة الصنوبرية.